# Kad Merad
Kad Merad, de verdadero nombre Kaddour Merad (Sidi Bel Abbes, Argelia, 27 de marzo de 1964), es un comediante, humorista y guionista franco-argelino.
Vive desde 1992 con Emmanuelle Cosso (compositora y escritora). Son padres de Kalil desde 2004.

## Biografía
Su padre era argelino y su madre francesa, tiene dos hermanas y un hermano. Pasó su infancia en Balbigny (Loire) y sobre todo en Ris-Orangis (Essonne).
Batería y cantante en varios grupos de rock en su adolescencia, empezó a subir a los escenarios en el Club Med, con el grupo Gigolo Brothers. Después, se dedicó al teatro, dirigido por Jacqueline Duc, donde interpretó piezas clásicas. 
En 1991, entró en Ouï FM, la radio rock parisina, donde conoció a Olivier Baroux. Al cabo de un año, el dúo formado en antena comenzó su propio programa: Le Rock'n'roll circus, a base de sketchs humorísticos (Pero quién mató a Paméla Rose?, Teddy puerco fiel…). Todos los miércoles por la noche, el programa se convertía Le Rock'n'roll circus Live, difundido desde Monte Cristo después el Globo. Kad creó en solitario el Ziggy Show, emisora libre que emitía por las noches. Y después ayudado por Jean-Luc Delarue, comenzó en televisión con la serie Les 30 dernières minutes.
Se desempeñó como animador en la cadena por cable Comédie ! entre 1999 y 2001, La Grosse émission. Paralelamente, comenzó a realizar pequeños papeles en el cine hasta su primer gran papel: Mais qui a tué Pamela Rose ?, película dirigida en 2003 por Éric Lartigau y coescrita con Olivier.
Recibió en 2007, el César al mejor actor secundario por su actuación en el largometraje Je vais bien, ne t'en fais pas de Philippe Lioret. Apareció también en el videoclip AaRON -U-Turn (lili) que es el tema principal de la película.
El 2 de marzo de 2007, comenzó a actuar en televisión con les Enfoirés en TF1, y participó en los conciertos de 2008 (donde se hirió entre bastidores), y en los de 2009 en París Bercy y de 2010 (conciertos del sábado y del domingo) celebrados en el Palais Nikaia de Niza.
L'AFM y France Télévisions anunciaron en un comunicado que Kad Merad sería el padrino del Telemaratón 2007 junto con Liane Foly.
En 2008, encarnó a Philippe Abrams en la película Bienvenidos al norte.
El 14 de julio de 2008, en respuesta a la invitación de Nicolas Sarkozy, Kad Merad leyó extractos del preámbulo de la Declaración universal de los derechos humanos después del desfile militar del 14 de julio, en la plaza de la Concordia en París, en presencia de los jefes de Estado de la Unión Europea, de los representantes de la Naciones Unidas y de los países de la Unión para el Mediterráneo. No es por ello menos simpatizante socialista, pues fue partidario de Ségolène Royal durante las elecciones presidencias de 2007.
Acaba de aparecer: "Kad Merad, je crois que je peux voler", Annie y Bernard Réval (Volum Editions)

## Filmografía

### Como actor

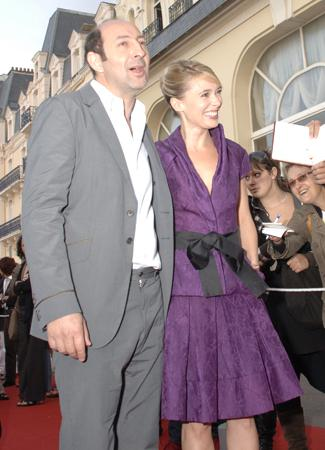
Kad Merad con Anne Marivin.

- 2001: La Grande Vie ! de Philippe Dajoux: Le motard
- 2001: La Stratégie de l'échec de Dominique Farrugia: M. Golden
- 2003: Bloody Christmas de Michel Leray: El hombre
- 2003: Le Pharmacien de garde de Jean Veber: El médico legal
- 2003: La Beuze de François Desagnat y Thomas Sorriaux: El director de Pacific Recordings
- 2003: Mais qui a tué Pamela Rose ? de Eric Lartigau: Richard Bullit
- 2003: Rien que du bonheur de Denis Parent: Pierre
- 2003: Les Clefs de bagnole de Laurent Baffie: Un cómico que se niega a actuar con Laurent
- 2004: Los chicos del coro de Christophe Barratier: Chabert
- 2004: Monde extérieur de David Rault: Bertrand
- 2004: Los Dalton contra Lucky Luke de Philippe Haïm: El prisionero mexicano
- 2005: Iznogoud de Patrick Braoudé: El genio Ouzmoutousouloubouloubombê
- 2005: Propriété commune de Michel Leray: Martin
- 2005: Les Oiseaux du ciel de Éliane de Latour: El tío de Tango
- 2006: Un ticket pour l'espace de Eric Lartigau: Cardoux
- 2006: Je vais bien, ne t'en fais pas de Philippe Lioret: Paul Tellier
- 2006: J'invente rien de Michel Leclerc: Paul Thalman
- 2006: Les Irréductibles de Renaud Bertrand: Gérard Mathieu
- 2006: Essaye-moi de Pierre-François Martin-Laval: Vincent
- 2007: Je crois que je l'aime de Pierre Jolivet: Rachid
- 2007: La Tête de maman de Carine Tardieu: Jacques Charlot
- 2007: Pur week-end de Olivier Doran: Frédéric Alvaro
- 2007: 3 amis de Michel Boujenah: Baptiste « Titi» Capla
- 2007: Ce soir je dors chez toi de Olivier Baroux: Jacques
- 2008: Bienvenidos al norte de Dany Boon: Philippe Abrams
- 2008: Modern Love de Stephane Kazandjian: El masajista de Éric
- 2008: Faubourg 36 de Christophe Barratier: Jacky
- 2008: Mes stars et moi de Laetitia Colombani: Robert Pelage
- 2009: Safari, de Olivier Baroux: Richard Dacier
- 2009: El pequeño Nicolás, de Laurent Tirard: El padre de Nicolás
- 2009: R.T.T., de Frédéric Berthe, Arthur
- 2010: El inmortal de Richard Berry, Tony Zacchia
- 2010: Protéger et Servir de Eric Lavaine, Michel Boudriau
- 2010: L'Italien de Olivier Baroux
- 2010: Monsieur Papa de Kad Merad
- 2010: La fille du puisatier de Daniel Auteuil
- 2011: Monsieur Papa de Kad Merad: Robert Pique
- 2011: Les Tuche de Olivier Baroux: El pescadero
- 2011: La Nouvelle Guerre des boutons de Christophe Barratier: el padre de Lebrac
- 2012: JC... Comme Jésus Christ de Jonathan Zaccaï: la estrella
- 2012: Superstar de Xavier Giannoli: Martin
- 2012: Mais qui a retué Pamela Rose ? de Olivier Baroux y Kad Merad: Richard Bullit
- 2013: Des gens qui s'embrassent de Danièle Thompson
- 2013: Le grand méchant loup de Bruno Lavaine y Nicolas Charlet
- 2013: Supercondriaque
- 2013: Des gens qui s'embrassent de Danièle Thompson : Roni
- 2014: Supercondriaque de Dany Boon : Dimitri Zvenka
- 2014: Les Vacances du petit Nicolas de Laurent Tirard: El padre de Nicolás
- 2014: On a marché sur Bangkok d'Olivier Baroux : Serge
- 2014: Disparue en hiver de Christophe Lamotte : Daniel
- 2015 : Bis de Dominique Farrugia : Patrice
- 2015 : Connasse, princesse des cœurs de Noémie Saglio et Éloïse Lang : lui-même, devant le siège de RTL
- 2015 : On voulait tout casser de Philippe Guillard : Kiki
- 2016: Marseille de Kad Merad : Paolo
- 2016 : La Folle Histoire de Max et Léon de Jonathan Barré (cameo)
- 2017 : Alibi.com de Philippe Lacheau : M. Godet
- 2017 : La Mélodie de Rachid Hami : Simon
- 2018 : Brillantissime de Michèle Laroque : Docteur Steinman
- 2018 : La Ch'tite Famille de Dany Boon : lui-même
- 2018 : Le Doudou de Julien Hervé et Philippe Mechelen : Michel
- 2018 : Comme des rois de Xabi Molia : Joseph
- 2018 : Le Gendre de ma vie de François Desagnat: Stéphane
- 2019 : Just a Gigolo de Olivier Baroux: Alex
- 2020 : Une belle équipe de Mohamed Hamidi : Marco
- 2020 : El triunfo de Emmanuel Courcol: Etienne

### Cortometrajes
- 1995: Dialogue au sommet (Igor) de Xavier Giannoli
- 1996: Jour de chance au bâtiment C (n.c.) de Lionel Gedèbe
- 1999: Jeu de vilains (M. Tosca) de Hervé Eparvier
- 2001: Faute de grive (n.c.) de Patrick Bosso
- 2001: Les Tombales (Gustave) de Christophe Barratier
- 2002: Visite guidée (Gérard Lanza, le agente inmobiliario) de Caroline Roucoux y Hervé Thébault
- 2002: Bloody Christmas (n.c) de Michel Leray

### Como actor de doblaje
- 2003: Brother Bear de Aaron Blaise y Bob Walker: Truc
- 2006: Happy Feet de George Miller: el pingüino Adélie Ramón.
- 2010: Zoé et le collier du soleil de Arno: El panda con cabeza de serpiente

### Guionista
- 2003: Mais qui a tué Pamela Rose ? (con  Olivier Baroux y Julien Rappeneau)
- 2006: Un ticket pour l'espace (con Olivier Baroux y Julien Rappeneau)

## Premios
- 2007: César al mejor actor secundario por Je vais bien, ne t'en fais pas.

## Ingresos
En 2009, Kad Merad ganó 2,75 millones de euros (Cachet para Safari: 757.500 €, Le petit Nicolas: 1 Millón de €, RTT: 1 Millón de €).